# Nofilter
A Nofilter magyar websorozat. Az epizódonként 15 perces vígjátéksorozat egy 4 fős lánycsapatból álló baráti társaság mindennapos boldogulását követi nyomon.
Az első epizódját 2019. október 28-án mutatta be az RTL+.

## Szereplők

### Főszereplők
| Név    | Színész               |
| ------ | --------------------- |
| Anna   | Rainer-Micsinyei Nóra |
| Szonja | Waskovics Andrea      |
| Luca   | Antóci Dorottya       |
| Erika  | Bakonyi Alexa         |

### Mellékszereplők
| Név                   | Színész             |
| --------------------- | ------------------- |
| Fantom                | Apjok Gergely       |
| Dani                  | Egger Géza          |
| Guszti                | Nyári Oszkár        |
| Jancsika              | Szabados Regős      |
| Barna                 | Gazsó György        |
| Alma                  | Sáfár Mónika        |
| Bendegúz              | Gődény György       |
| Könyvkiadó            | Herczeg Tamás       |
| Menyasszony           | Páder Petra         |
| Model                 | Guzmics Petra       |
| Menyasszony           | Palkovics Zóra      |
| Immaculata nővér      | Kiss Mari           |
| Rendező               | Göttinger Pál       |
| Xéna                  | Tolnai Hella        |
| Marcika               | Benkő Botond        |
| Zsiga                 | Keresztény Tamás    |
| Erzsi néni            | Demitova Natalja    |
| Fiatal fiú            | Deák Gábor          |
| Zongorázó fiú         | Heim Vilmos         |
| nővér                 | Karsai Istvánné     |
| Idős férfi            | Bokor-Fekete Károly |
| Fiatal lány           | Kelemen Hanna       |
| instagrammer          | Kovács Dorottya     |
| Kovács Zoli           | Horváth Szabolcs    |
| AA vezető             | Mészáros Attila     |
| Balogh Zsolt          | Horváth Kristóf     |
| Peti                  | Lukács Dániel       |
| Autós                 | Tóth Gergely        |
| Fiú a fénymásolóban   | Tóth János Gergely  |
| Brigitta              | Kari Györgyi        |
| Ügyvéd úr             | Linka Péter         |
| Amerikai castingos    | Tóth Eszter         |
| Marcika 1             | Kaszás Dániel       |
| Marcika 2             | Benkő Botond        |
| Laci                  | Lábodi Ádám         |
| AA nő                 | Bicskey Zsófia Anna |
| András                | Kocsis Pál          |
| Marina                | Papadimitriu Athina |
| Wheelchairguy         | Fenyvesi Zoltán     |
| Buszsofőr             | Ozsvár Róbert       |
| Cimbora 1             | Halász Gábor        |
| Cimbora 2             | Horváth Jenő        |
| Vakrandis srác        | Bánki Gergely       |
| Vakrandis lány        | Majoros Mirtill     |
| Újságíró              | Juhász András       |
| Zenész                | Kovács Antal Máté   |
| Zenész                | Balogh Zsolt Noé    |
| Manager               | Lakatos Erika       |
| Lény a meghallgatáson | Bencsik Adrienn     |
| Mohamed Fatima        | Mohamed Fatima      |
| Ilonka néni           | Szabó Kálmánné      |
| Főnök                 | Barabás Kiss Zoltán |
| Idős bácsi            | Csutorka László     |
| Idős néni             | Gaczela Olga        |
| Amcsi csaj            | Bíró Zsuzsanna      |
| Zenész                | Rostás Zoltán       |
| Le Rom Zenekar        | Le Rom              |

## Epizódok
| Sor. | Év. | Cím      | Rendező       | Író           | Premier            | Nézettség |
| ---- | --- | -------- | ------------- | ------------- | ------------------ | --------- |
| 1.   | 1.  | 1. rész  | Dubinyák Réka | Dubinyák Réka | 2019. október 28.  |           |
| 2.   | 2.  | 2. rész  | Dubinyák Réka | Dubinyák Réka | 2019. október 28.  |           |
| 3.   | 3.  | 3. rész  | Dubinyák Réka | Dubinyák Réka | 2019. október 29.  |           |
| 4.   | 4.  | 4. rész  | Dubinyák Réka | Dubinyák Réka | 2019. november 5.  |           |
| 5.   | 5.  | 5. rész  | Dubinyák Réka | Dubinyák Réka | 2019. november 12. |           |
| 6.   | 6.  | 6. rész  | Dubinyák Réka | Dubinyák Réka | 2019. november 19. |           |
| 7.   | 7.  | 7. rész  | Dubinyák Réka | Dubinyák Réka | 2019. november 26. |           |
| 8.   | 8.  | 8. rész  | Dubinyák Réka | Dubinyák Réka | 2019. december 3.  |           |
| 9.   | 9.  | 9. rész  | Dubinyák Réka | Dubinyák Réka | 2019. december 10. |           |
| 10.  | 10. | 10. rész | Dubinyák Réka | Dubinyák Réka | 2019. december 17. |           |